# Harold Budd (Ruderer)

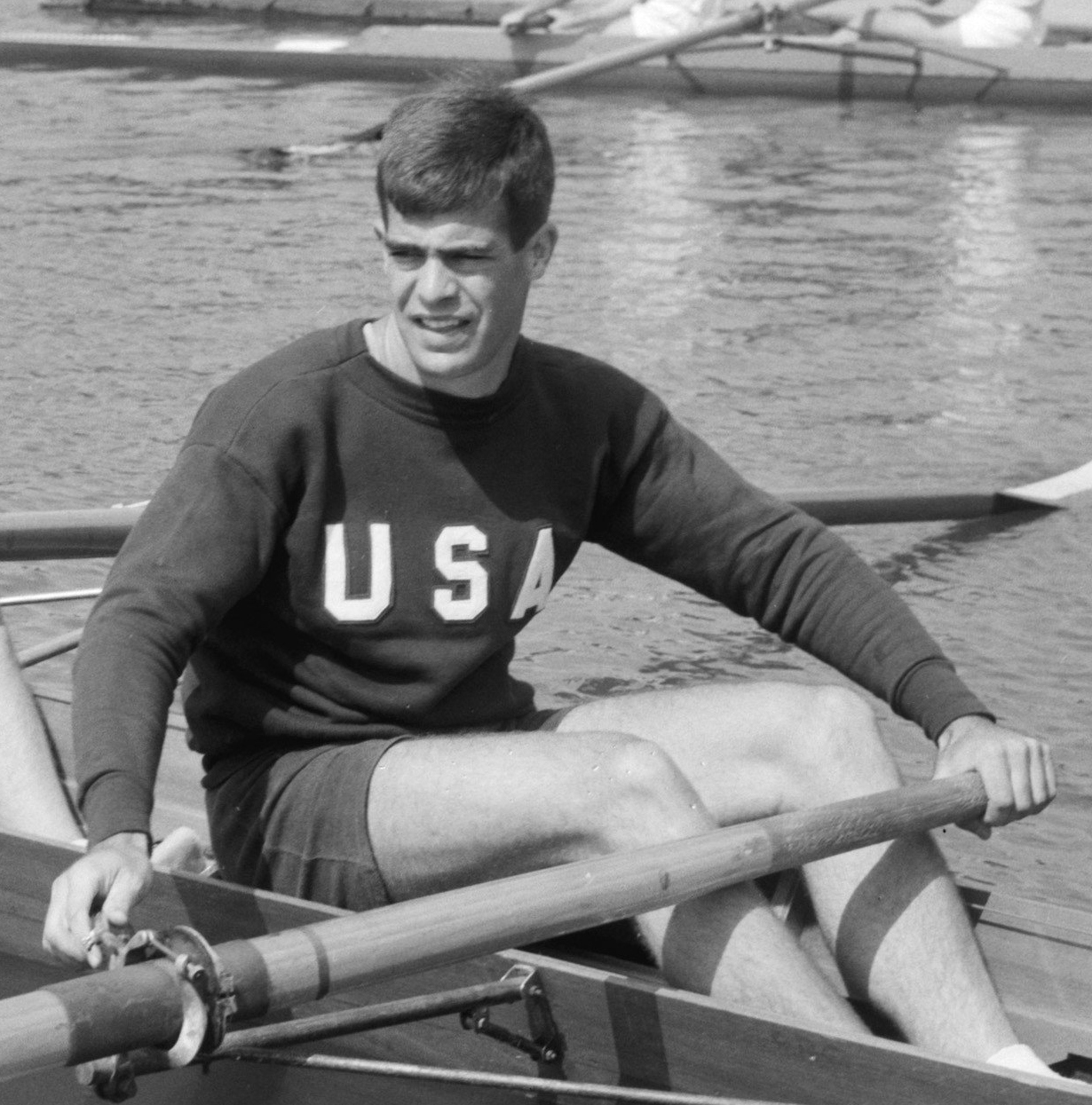
Harold Budd (1964 in Amsterdam)

Harold Boyce Budd (* 4. Januar 1939 in Summit, New Jersey) ist ein ehemaliger amerikanischer Ruderer.
Der 1,91 m große Harold Budd graduierte 1961 an der Yale University. Danach studierte er ein Jahr an der englischen University of Cambridge. Mit dem Achter von Cambridge gewann er 1962 die Henley Royal Regatta. Zurück in den Vereinigten Staaten schloss er sich dem Vesper Boat Club in Philadelphia an. Bei den Olympischen Spielen 1964 stellte mit dem Boot vom Vesper Boat Club erstmals seit 1904 ein Verein den US-Achter und nicht eine Hochschule. Der US-Achter war Außenseiter gegen den favorisierten Deutschland-Achter. Die beiden Boote trafen bereits im ersten Vorlauf aufeinander und der Deutschland-Achter siegte mit 0,28 Sekunden Vorsprung. Im Finale siegte das US-Boot mit über fünf Sekunden Vorsprung. 
1965 nahm Budd mit dem US-Achter an den Europameisterschaften 1965 in Duisburg teil. Hinter dem Deutschland-Achter und dem Boot aus der Sowjetunion gewann der US-Achter die Bronzemedaille.